# Marin City (Kalifornija)
Marin City je naseljeno područje za statističke svrhe u američkoj saveznoj državi Kalifornija. Prema popisu stanovništva iz 2010. u njemu je živjelo 2.666 stanovnika.